# فرودگاه صحرایی شارپ
فرودگاه صحرایی شارپ (به انگلیسی: Sharpe Field) یک فرودگاه خصوصی با کد یاتا TGE است که یک باند فرود آسفالت دارد و طول باند آن ۱۶۱۵ متر است. این فرودگاه در کشور ایالات متحده آمریکا قرار دارد و در ارتفاع ۷۷ متری از سطح دریا واقع شده است.